# Loherschans

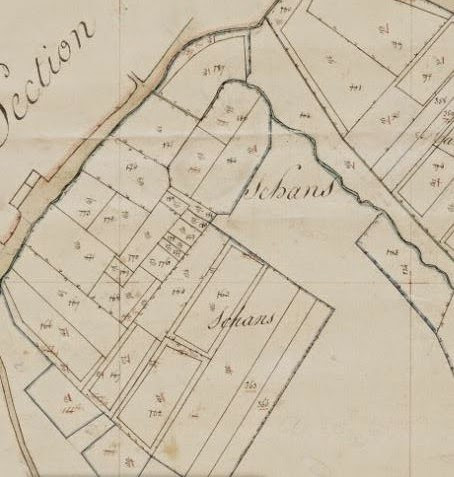
Loherschans op het kadastraal minuutplan van 1811-1832

De Loherschans was een boerenschans in Belfeld in de gemeente Venlo in de Nederlandse provincie Limburg. De schans lag ten noordoosten van het dorp bij buurtschap Geloo.

## Geschiedenis
Het jaar waarin de schans precies aangelegd werd is niet bekend. De oudste vermelding van de schans stamt uit 1642.
Met een ruilverkaveling werd de schans opgeruimd en werd de Molenbeek verlegd.
In 1997/1998 werd de schans herontdekt door archeologen toen zij op verkenning waren voor het tracé van de Rijksweg 73-Zuid.
In 2000 en 2003 werd de schans onderzocht.

## Constructie
De schans had een rechthoekig plattegrond met afmetingen van 45 bij 90 meter en een oppervlakte van 0,4 hectare. Rond de schans lag een watervoerende gracht van ongeveer negen meter breed, waarbij het water afkomstig was van de Molenbeek. De toegang bevond zich waarschijnlijk aan de noordkant waar de gracht slechts vijf meter smal was.